# Volgograd 1
Volgograd 1 (rusky Волгогра́д I) je hlavní železniční stanice ve Volgogradě, hlavním městě Volgogradské oblasti v Rusku. Jezdí z něj vlaky příměstské i dálkové do pěti směrů: na Krasnodar, Rostov na Donu, Moskvu, Saratov a Astrachaň.

## Dějiny

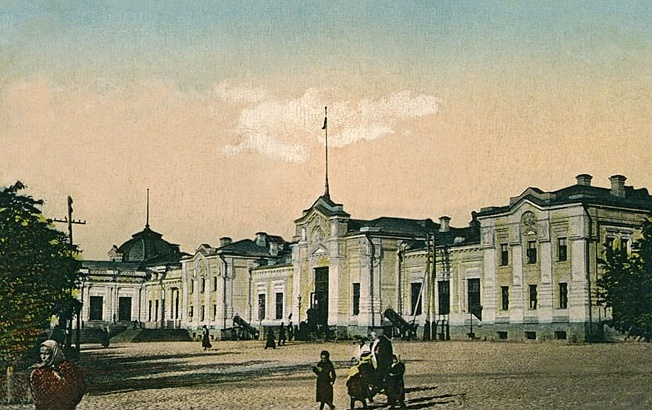
Caricynské nádraží před rokem 1917

Stanice zde vznikla už v roce 1862 na Volho-donské železnici, která spojovala Don s Volhou a měla velký vliv na rozkvět Volgogradu, který se tehdy nazýval Caricyn. V letech 1868 až 1870 začal provoz na Grjazijsko-caricynské železnici a v roce 1871 byla na caricynském nádraží postavena zděná budova.
Ta byla zničena za druhé světové války během stalingradské bitvy. Nová nádražní budova byla vystavěna v období od července 1951 do května 1954 a uvedena do provozu 2. června 1954. Byla provedena ve stylu socialistického klasicismu a v roce 1997 byla prohlášena za architektonickou památku.
V roce 2013 zde 29. prosince došlo k teroristickému útoku, při kterém zemřelo 18 lidí a desítky dalších byly zraněny.